# Stäfa
Stäfa är en ort och kommun i distriktet Meilen på östra sidan Zürichsjön i kantonen Zürich, Schweiz. Kommunen har 15 067 invånare (2023).
Kommunen består av ortsdelarna Stäfa, Kehlhof och Uerikon.